# Archidendron tenuiracemosum
Archidendron tenuiracemosum là một loài thực vật có hoa trong họ Đậu. Loài này được Kaneh. & Hatus. miêu tả khoa học đầu tiên.